# Raphidiidae
Raphidiidae es una familia de insectos en el orden Raphidioptera.

## Géneros
Raphidiidae se encuentra dividida en 28 géneros con 210 especies
- Africoraphidia
- Agulla Navas 1914
- Alena Navas 1916
- Atlantoraphidia
- Calabroraphidia
- Dichrostigma
- Harraphidia
- Hispanoraphidia
- Iranoraphidia
- Italoraphidia
- Mauroraphidia
- Mongoloraphidia
- Ohmella H. Aspöck & U. Aspöck
- Ornatoraphidia
- Parvoraphidia
- Phaeostigma
- Puncha
- Raphidia Linnaeus, 1758
- Raphidilla
- Subilla
- Tadshikoraphidia
- Tauroraphidia
- Tjederiraphidia
- Turcoraphidia
- Ulrike
- Venustoraphidia
- Xanthostigma